# Альбелин, Томми
Томми Альбелин (швед. Tommy Albelin; род. 21 мая 1964, Стокгольм) — бывший шведский хоккеист, игравший на позиции защитника; двукратный обладатель Кубка Стэнли в составе «Нью-Джерси Девилз» (1995, 2003). Чемпион мира 1987 года в составе сборной Швеции.

## Карьера

### Игровая карьера

#### Клубная
Отыграв на молодёжном уровне два сезона за команду «Стоксундс», в 1982 году перешёл в «Юргорден». В первом же сезоне в составе этой команды стал чемпионом Швеции.
На драфте НХЛ 1983 года был выбран в 8-м раунде под 152-м номером клубом «Квебек Нордикс», но следующие четыре сезона играл на родине за «Юргорден». По окончании сезона 1986\87 уехал в НХЛ и присоединился к «Квебек Нордикс», за который отыграл полтора сезона, пока в декабре 1988 года его не обменяли в «Нью-Джерси Девилз».
За восемь сезонов в «Девилз» Альбелин стал одним из лидеров обороны, выиграв в 1995 году первый в истории клуба Кубок Стэнли. По ходу следующего сезона он был обменян в «Калгари Флэймз», за который отыграл пять с половиной сезонов, став в команде одним из ключевых защитников.
Летом 2001 года вернулся в «Девилз» в качестве свободного агента, в составе которого в 2003 году второй Кубок Стэнли в своей карьере. Отыграв ещё два сезона, он завершил карьеру игрока по окончании сезона 2005/06 в возрасте 41 года.

#### Международная
В составе молодёжной сборной играл на МЧМ-1983 и МЧМ-1984, где шведы не завоевали медалей.
В составе сборной Швеции участник пяти чемпионатов мира и призёр трёх из них ЧМ-1985, ЧМЕ-1986 (серебро), ЧМ-1987 (золото), ЧМ-1989 и ЧМ-1997 (серебро), Бронзовый призер чемпионата Европы  1989
Также играл на КК-1987, КК-1991, КМ-1996  и ОИ-1998.

### Тренерская карьера
Входил в тренерский штаб «Нью-Джерси Девилз», «Олбани Девилз» и сборной Швеции.
С 2016 года входит в тренерский штаб сборной Швейцарии и молодёжной сборной Швейцарии.

## Статистика

### Международная
| Год                         | Сборная                     | Турнир                      | Место                       |    | И | Г  | П  | О  | Ш |
| --------------------------- | --------------------------- | --------------------------- | --------------------------- | -- | - | -- | -- | -- | - |
| 1983                        | Швеция (мол.)               | МЧМ                         | 4                           | 7  | 0 | 3  | 3  | 6  |   |
| 1984                        | Швеция (мол.)               | МЧМ                         | 5                           | 7  | 1 | 3  | 4  | 10 |   |
| 1985                        | Швеция                      | ЧМ                          | 6                           | 10 | 1 | 0  | 1  | 10 |   |
| 1986                        | Швеция                      | ЧМ                          | 2                           | 10 | 3 | 0  | 3  | 12 |   |
| 1987                        | Швеция                      | ЧМ                          | 1                           | 10 | 1 | 5  | 6  | 12 |   |
| 1987                        | Швеция                      | КК                          | 3                           | 6  | 2 | 2  | 4  | 2  |   |
| 1989                        | Швеция                      | ЧМ                          | 4                           | 7  | 0 | 2  | 2  | 8  |   |
| 1991                        | Швеция                      | КК                          | 4                           | 6  | 0 | 0  | 0  | 6  |   |
| 1996                        | Швеция                      | КМ                          | 3                           | 4  | 1 | 0  | 1  | 2  |   |
| 1997                        | Швеция                      | ЧМ                          | 2                           | 11 | 1 | 3  | 4  | 2  |   |
| 1998                        | Швеция                      | ОИ                          | 5                           | 3  | 0 | 0  | 0  | 4  |   |
| Всего за молодёжную сборную | Всего за молодёжную сборную | Всего за молодёжную сборную | Всего за молодёжную сборную | 14 | 1 | 6  | 7  | 16 |   |
| Всего за сборную Швеции     | Всего за сборную Швеции     | Всего за сборную Швеции     | Всего за сборную Швеции     | 68 | 9 | 11 | 20 | 58 |   |